# پل (دماغه سبز)
پل (پرتغالی: Paul) یک منطقهٔ مسکونی در دماغه سبز است که در جزایر بارلاونتو واقع شده‌است.